# Kanadarenette

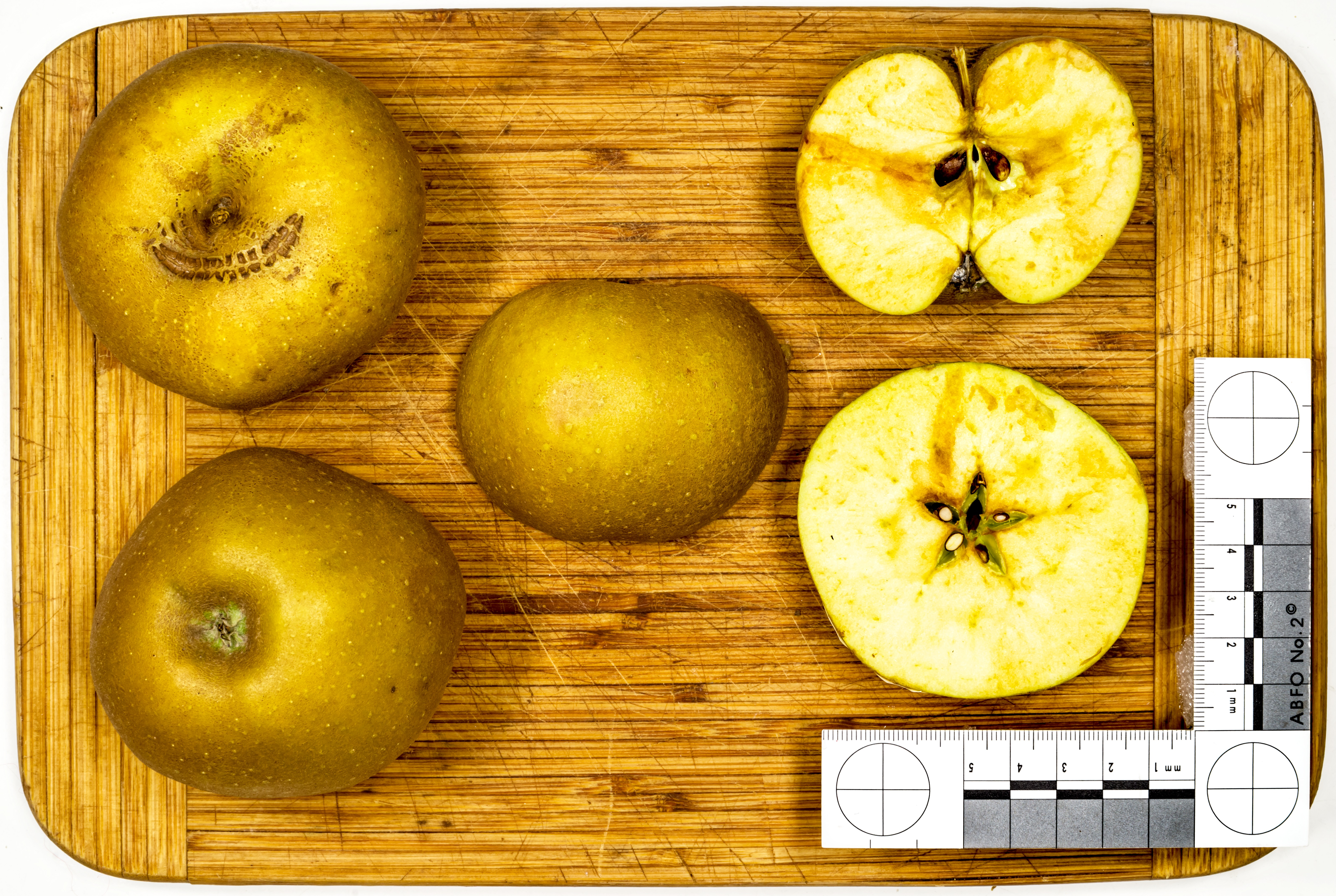
Fruchtansichten der Grauen Kanada-Renette

Die Kanadarenette oder Kanada-Reinette (auch Sternrenette, Kaiserrenette, Weiberrenette, Pariser Ramburrenette, Holländische Renette, Lederrenette etc.) ist eine alte Sorte des Kulturapfels (Malus domestica), die zur Sortengruppe der Renetten gezählt wird. Er zählt als Lederapfel.
Der regional sehr beliebte Winterapfel ist vermutlich in Frankreich oder England entstanden – die erste Beschreibung erfolgte 1771 – und hat eine weite Verbreitung erfahren.
Die mittelgroßen bis sehr großen Äpfel sind etwas unregelmäßig gerippt und haben eine runde bis leicht kegelförmige Form. Ihre Schale hat eine grüngelbe bis bräunlichgelbe Grundfarbe, die auf der Sonnenseite eine orange Deckfarbe annehmen kann. Die Schale ist trocken und rau und weist meist braun berostete Lentizellen auf. Die Früchte sind im Oktober pflückreif und ab Dezember bis April genussreif. Bei sehr guter Lagerung halten sie sich sogar bis Mai/Juni.
Die Früchte haben ein hellgelbes, aromatisches Fruchtfleisch, das mit zunehmender Lagerung mürbe wird. Kanadarenetten werden als Tafelapfel, Kochapfel und Wirtschaftsapfel verwendet.
Der Baum wächst stark, bildet eine breite Krone und verlangt feuchte, nährstoffreiche und warme Standorte. Lehmhaltiger Boden ist von Vorteil.

## Varietäten

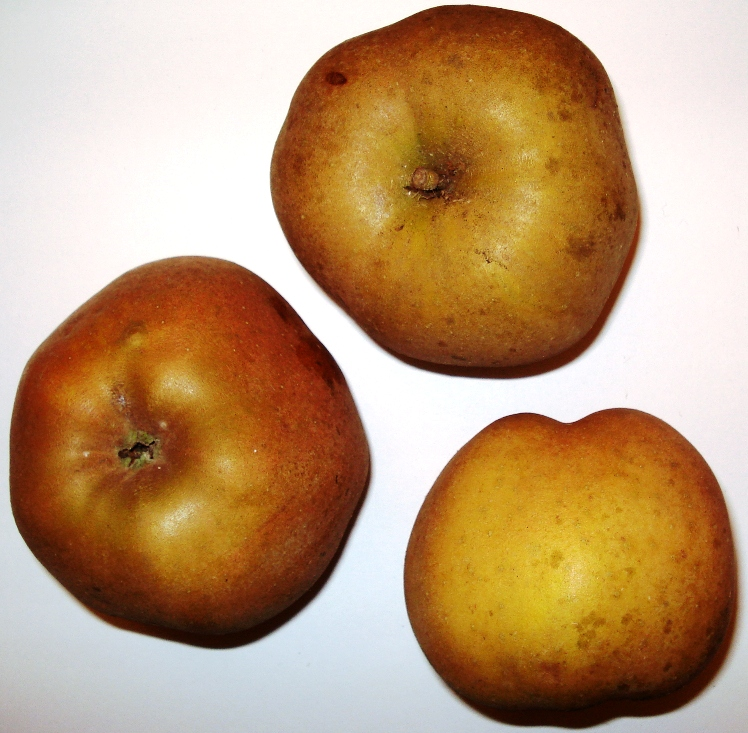
Kanadarenette

Von der Kanadarenette gibt es einige Varietäten – die Weiße Kanadarenette, die Gestreifte Kanadarenette und die Graue Kanadarenette (zum Teil auch als eigene Sorte betrachtet).

## Chemische Analysen
Bei spendenfinanzierten Analysen wurde mit 1800 mg/l ein sehr hoher Wert an Polyphenolen im Vergleich zu neueren Sorten gemessen.